# 도날드 덕 가족의 모험
《도날드 덕 가족의 모험》(영어: DuckTales)은 맷 영버그와 프란시스코 앙고네스가 개발하고 디즈니 텔레비전 애니메이션이 제작한 2017년 미국 애니메이션이다. 이 시리즈는 1987년의 욕심쟁이 오리아저씨의 리부트이다. 1987년부터 2013년까지 스크루지 맥덕의 목소리를 맡은 앨런 영 대신 데이비드 테넌트가 성우를 맡았다. 대한민국은 2018년 1월 20일에 첫 방송을 하였다. 2021년 3월 15일 국내판을 마지막회 끝으로 방영을 하였다.

## 줄거리
스크루지 맥덕과 그의 가족은 가상의 도시 덕버그(Duckburg)뿐만 아니라 전 세계의 다양한 모험에 참여했다.

## 목소리 출연
- 설영범
- 김환진
- 최덕희
- 박상일
- 김명준
- 정재헌
- 김승준
- 최승훈
- 조경이
- 전진아
- 홍진욱
- 이광수
- 홍수정
- 김나율
- 성선녀
- 윤세웅
- 안경진
- 이장원
- 장승길
- 박성영
- 기타배역 - 홍범기, 송준석, 여민정, 강수진, 이현

## 우리말 제작
- 보컬녹음 - STORM
- 믹싱녹음 - STORM
- 오프닝곡 - Ducktales Opening Theme
- 노래 -
- 원곡 -
- 작곡 -
- 번역 -
- 음악연출 - 박덕수
- 연출 -
- 한국어제작 - Disney Character Voices International.Inc.
- 기획 - 디즈니채널코리아(유)